# Erebegraafplaats Ede

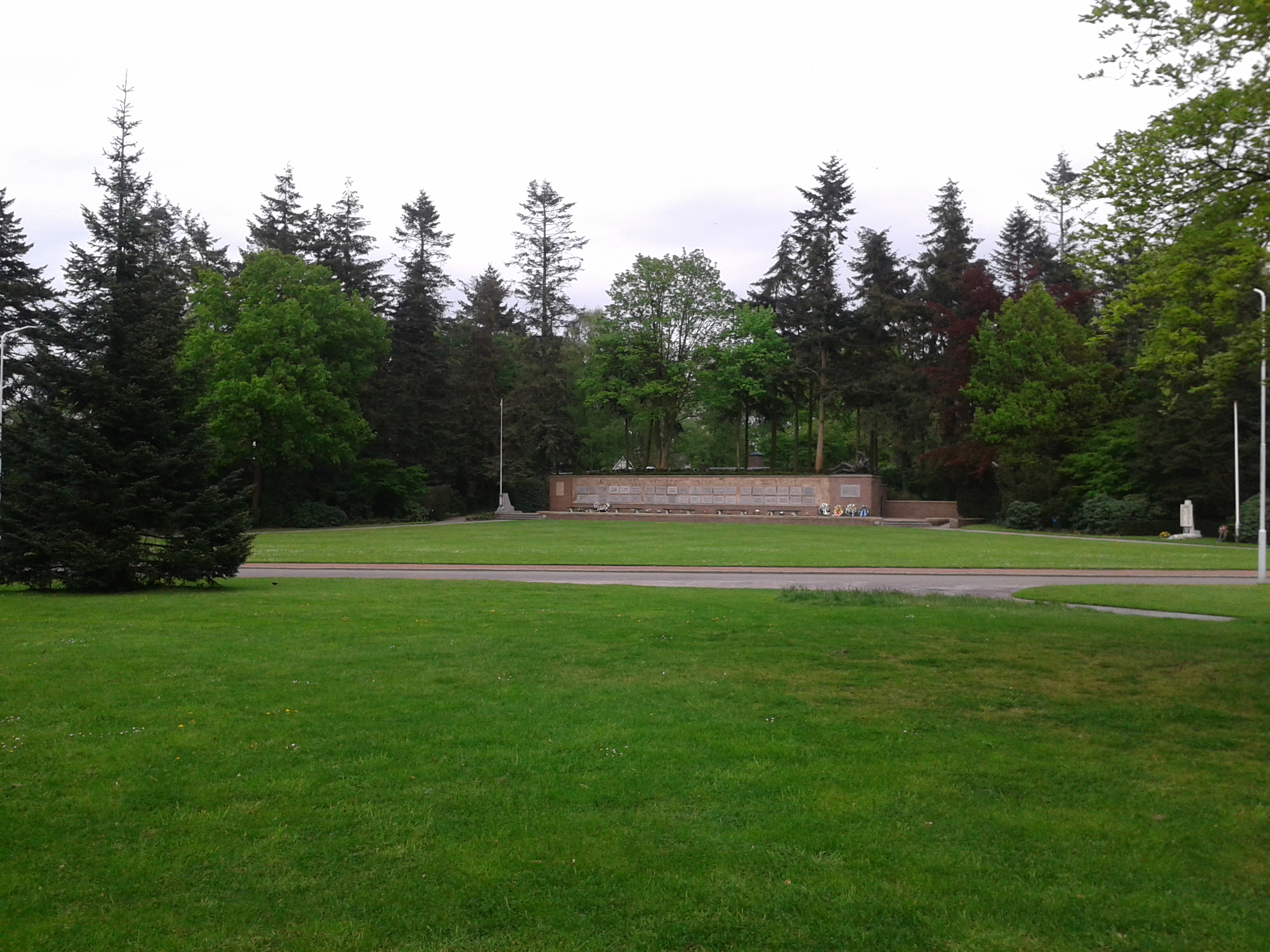
Totaaloverzicht

Erebegraafplaats Ede is een begraafplaats gelegen op de Paasberg in de Gelderse plaats Ede. Het is de laatste rustplaats voor 30 gesneuvelde Nederlandse verzetsmensen uit de Tweede Wereldoorlog. In Ede is het de officiële locatie waar op 4 mei de doden worden herdacht. Lokaal wordt meestal gesproken over Het Mausoleum.

## Totstandkoming
Voor de aanleg van de gedenkplaats was het gebied op de Paasberg een bosrijk wandelpark waar zich reeds een monument bevond ter ere van kostschoolhoudster Anna Maria Moens. Eind 1944 echter werden, met het oog op de naderende opmars van de geallieerden, vrijwel alle bomen door de Duitse bezetter gekapt en werden er stellingen en loopgraven aangelegd, waardoor het park veranderde in een troosteloze woestenij. Vrijwel direct na de oorlog kregen de voormalig districtscommandant van de Binnenlandse Strijdkrachten Derk Wildeboer en Zwerus de Nooij sr. het idee voor een herinneringsmonument voor gevallen verzetsstrijders. Door een groep van oud-verzetsstrijders werd een geldinzamelingsactie georganiseerd waaraan ruimhartig gehoor gegeven werd door de Edese bevolking. Er werd zoveel geld binnengehaald (71.935 gulden) dat hiermee naderhand ook nog andere monumenten in de omgeving van Ede konden worden gefinancierd. Voor het ontwerp werd in Wageningen contact gezocht met tuin- en landschapsarchitect Jan Bijhouwer. De Edese bouwkundige Jan Brands en kweker Ten Ham waren ook betrokken bij de bouwplannen. De bouw werd uitgevoerd door de Edese aannemer Gaasbeek en medewerking werd verleend door de Canadese strijdkrachten die, in afwachting van hun terugkeer naar huis, in Ede gelegerd waren.
De erebegraafplaats werd geopend op 2 augustus 1947 in het bijzijn van prins Bernhard, burgemeester Joost Boot en commissaris van de Koningin Cypriaan Gerard Carel Quarles van Ufford.Er lagen lange tijd 29 verzetsmensen in het mausoleum begraven. Op 26 april 2012 werd het stoffelijk overschot van Christiaan Hollebrands bijgezet. In 2017-2018 is het mausoleum gerestaureerd.

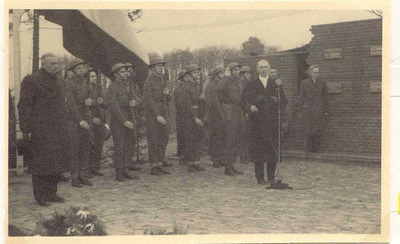
Initiatiefnemer Zwerus de Nooij sr. houdt een toespraak tijdens de bijzetting op 12 december 1945
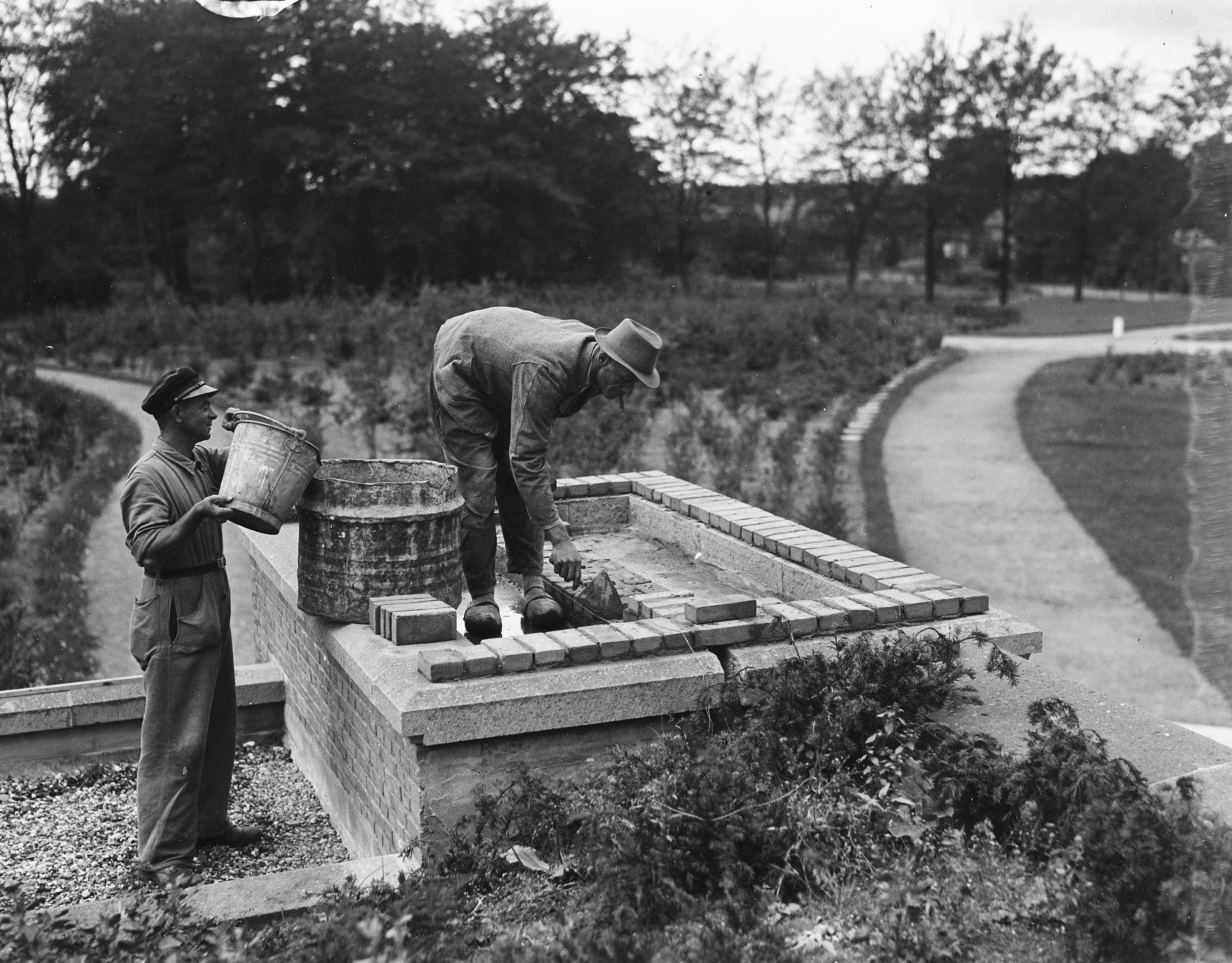
Bouw van het mausoleum (1947)
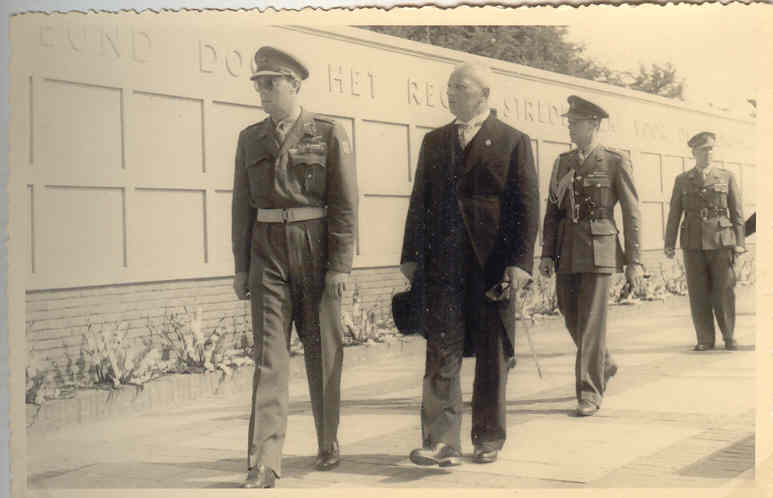
Prins Bernhard defileert voor het mausoleum (1947). Naast hem verzetsstrijder Derk Wildeboer.

## Beschrijving

### Mausoleum
Het geheel bestaat uit een park met ruime gazons waarop een mausoleum is gebouwd, een oorlogsmonument gemaakt van baksteen waarin 30 mensen begraven liggen. Op de voorzijde zijn 40 iets verzonken natuurstenen platen, waarin de namen van de herdachte personen in gouden letters zijn te lezen.

Daarboven staat de tekst: GESTEUND DOOR HET RECHT STREDEN ZIJ VOOR DE VRIJHEID. Links is op het mausoleum het wapen van Ede aangebracht en naast het mausoleum staat aan deze zijde een vlaggenmast. Rechts staat boven op het mausoleum een bronzen beeld van kunstenaar Piet Esser. Deze figuur stelt een gevallen strijder voor die zich weer verheft. Hieronder is een plaquette waarop een tekst uit het  Bijbelboek Joël is weergegeven: 
IS DIT GESCHIEDT IN UWE DAGEN
OF OOK IN DE DAGEN UWER VADEREN?
VERTELT UWEN KINDEREN DAARVAN
EN LAAT HET UWE KINDEREN HUNNEN
KINDEREN VERTELLEN. EN DERZELVER
KINDEREN AAN EEN VOLGEND GESLACHT— JOEL 1 VERS 2 EN 3

Aan de linkerzijde van het monument bevindt zich een stenen gedenkplaat met het wapen van Ede en de tekst: 
1940-1945
DE DANKBARE
BEVOLKING
VAN EDE
De 30 personen die in het Mausoleum zijn bijgezet:
- Simon van den Bent
- Abraham du Bois
- Hendrik Dorrestijn
- Lambertus van Elst
- Cornelis Garritsen
- Pieter Rutger de Geest
- Derk van Gestel
- Christiaan Hollebrands
- Johannes Kelderman
- Leonard Gerard Lambert
- Maarten Henricus Lugthart
- Jan Mekking
- Pieter Lambertus Merlijn
- Hendrik van der Mheen
- Willem van der Mheen
- Ferdinand Rombout
- Folkert Gijsbertus Roosjen
- Peter Roseboom
- Jan Willem Schouten
- Piet Smit
- Aart van Steenbergen
- Elbertus van Steenbergen
- Martijn van Steenbergen
- Rijk Tigelaar
- Pieter Adriaan van Vark
- Egbert Luten Gerrit Veen
- Barend Veenendaal
- Elbert Veenendaal
- Cornelis Verduijn
- Hielke van Vliet

### Gedenkzuil
Op 5 mei 1960 werd er een extra gedenkzuil onthuld ter nagedachtenis aan de in de Tweede Wereldoorlog en in Indonesië gesneuvelde Edese militairen. Deze zuil was vervaardigd uit witte natuursteen, met onderaan een kleine zwarte plaquette. Op de witte gedenkzuil stonden 51 namen van militairen, op de zwarte plaquette stond de tekst: 
TIJDENS DE TWEEDE WERELDOORLOG EN IN INDONESIË GEVALLEN VOOR HET VADERLAND BIJ ZEE-, LAND- EN LUCHTMACHT.

Aangezien de namenlijst niet geheel correct was, is op 15 augustus 2013 een nieuw monument geplaatst. Op het oude monument stonden abusievelijk de namen van twee militairen die weliswaar in Ede zijn gesneuveld, maar niet uit deze plaats afkomstig waren. Daarnaast ontbraken de namen van negen Edese slachtoffers. Het nieuwe monument van de hand van kunstenares Linda Swaap bestaat uit een plaat van cortenstaal, waaruit bovenaan de volgende tekst is geponst: 
GEVALLEN VOOR HET VADERLAND 1940-1949
. Hieronder is een blank metalen plaat bevestigd met daarop een lijst met namen van de omgekomen militairen, de plaats waar zij stierven en hun krijgsmachtonderdeel. Onder de plaquette is de volgende tekst uit het ijzer gestanst: 
Ter herinnering aan de militairen uit de gemeente Ede die omgekomen zijn in de Tweede Wereldoorlog en daarna tijdens de strijd in Nederlands-Indië

### Edese Joden
Op 18 april 2012 werd in het park een monument onthuld ter nagedachtenis aan de Edese Joden, die in de Tweede Wereldoorlog zijn weggevoerd en omgebracht in concentratiekampen.

## Herdenking
Ieder jaar wordt op 4 mei op deze erebegraafplaats een herdenking gehouden. Deze herdenking wordt voorafgegaan door een herdenkingsdienst in de Oude Kerk gevolgd door een stille tocht naar de erebegraafplaats. Bij het mausoleum staat dan een erewacht in het uniform van de Binnenlandse Strijdkrachten. Voorheen werd de erewacht namelijk gevormd door oud-BS'ers. Om acht uur wordt, ingeleid door een trompet die de taptoe blaast, twee minuten stilte gehouden. Na het blazen van de reveille en het zingen van het Wilhelmus spreekt de burgemeester en worden de namen van de 40 verzetsstrijders opgelezen. Aansluitend vinden kransleggingen plaats namens de gemeente Ede, het Voormalig Verzet, e.a. Daarna volgt een defilé langs het mausoleum door de Edese bevolking en worden er bloemen gelegd.

## Fotogalerij

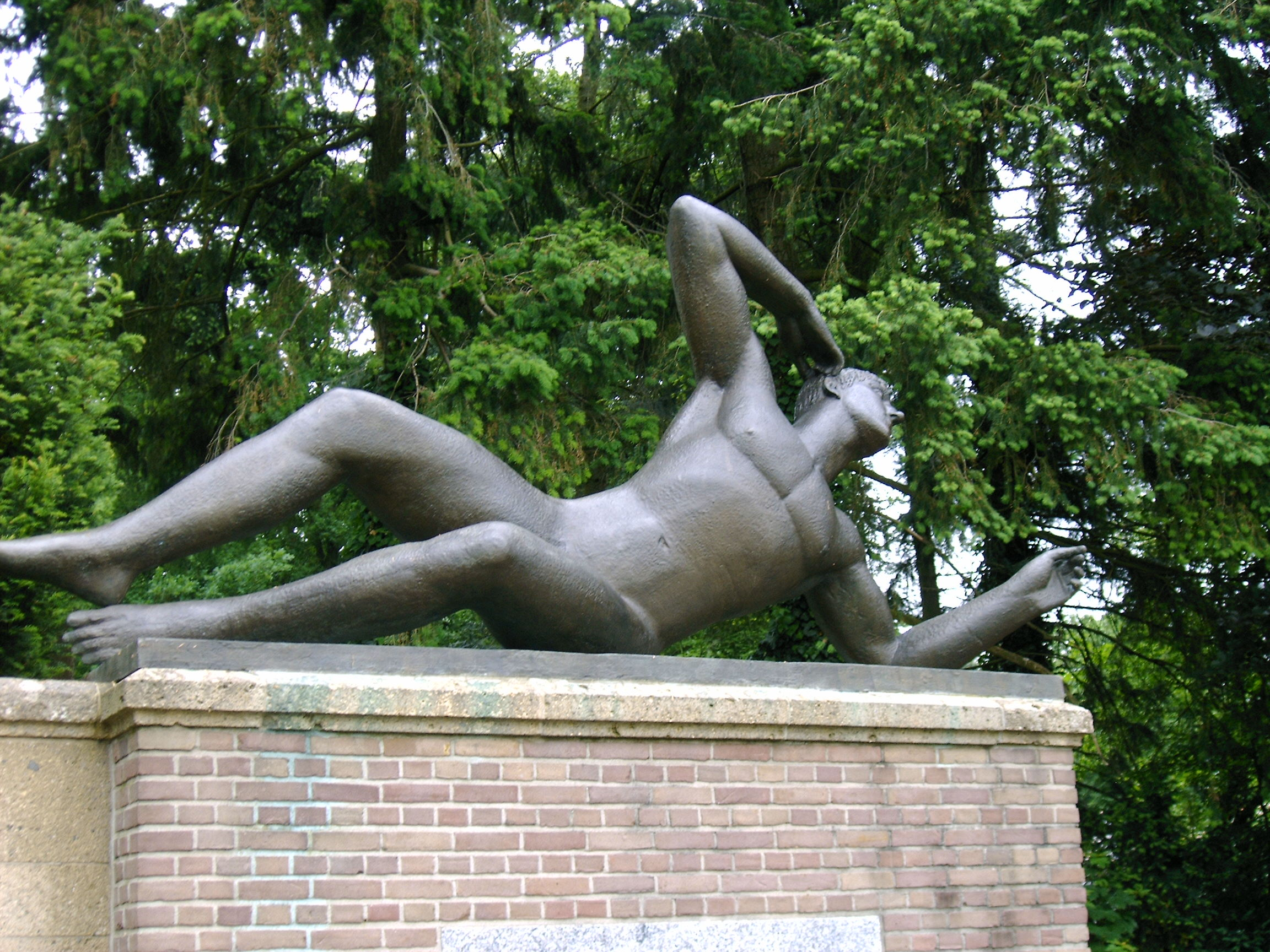
Het bronzen beeld
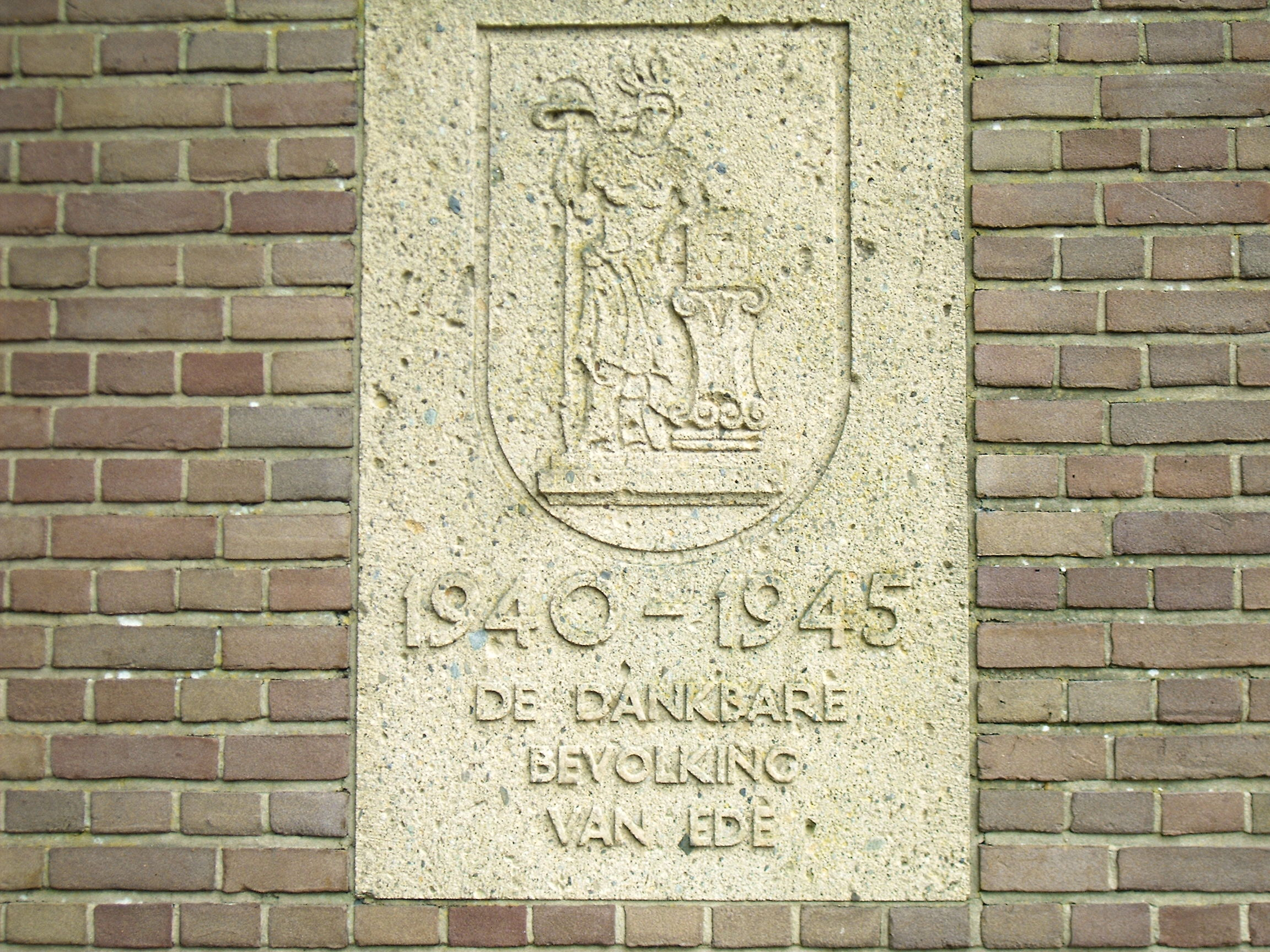
Plakkaat dankbare bevolking
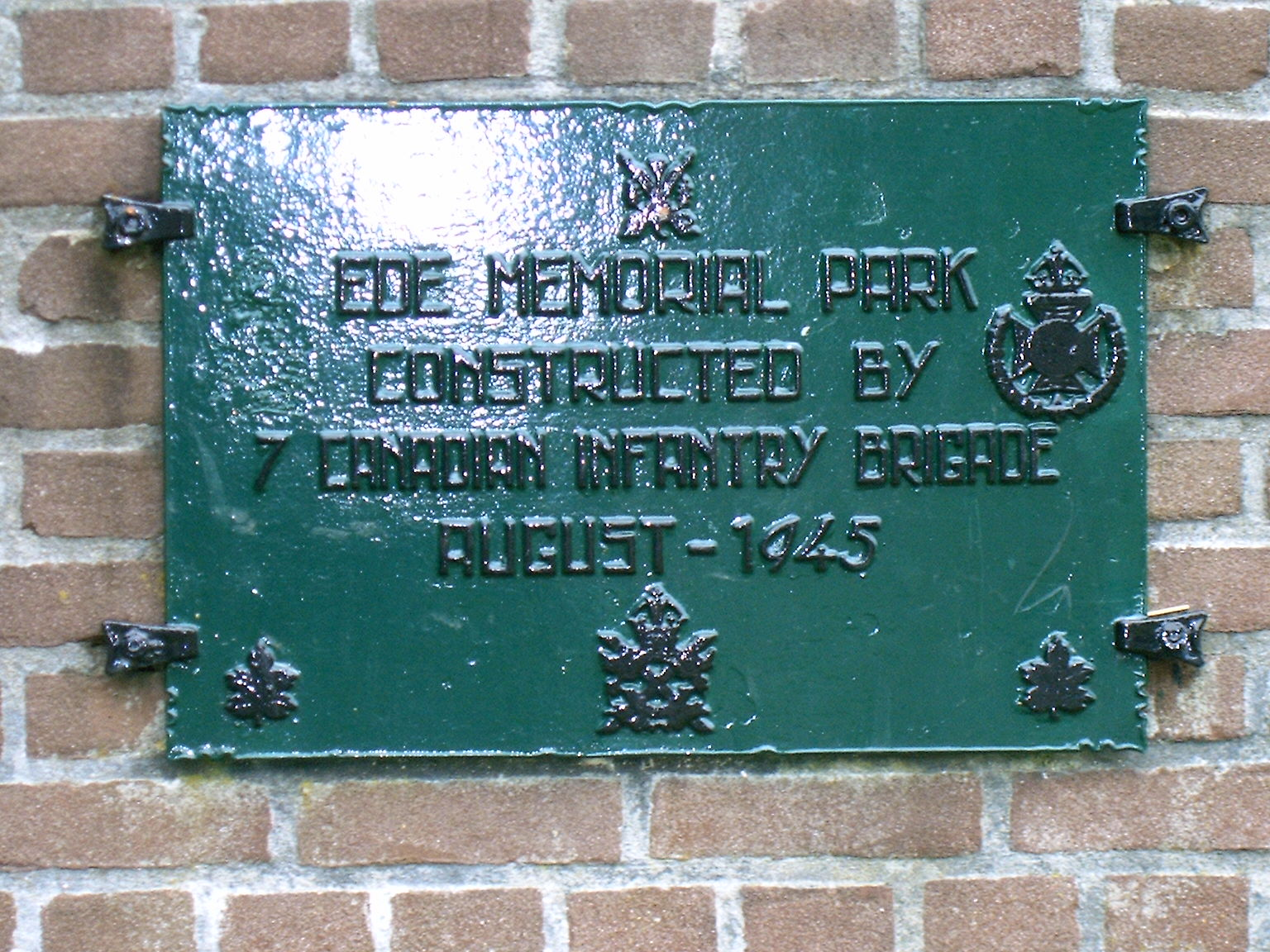
Bord bij ingang
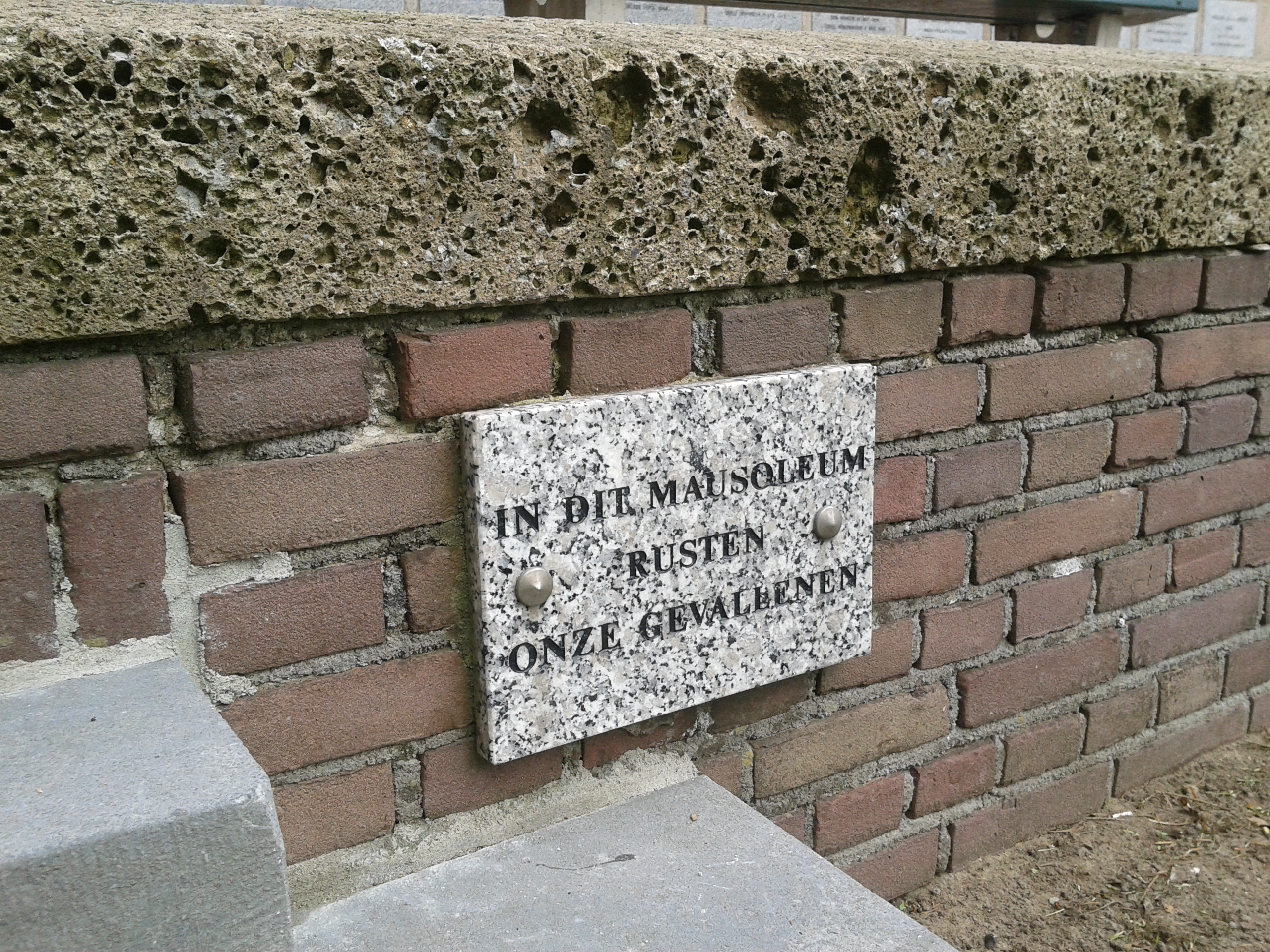
"In dit mausoleum rusten onze gevallenen"
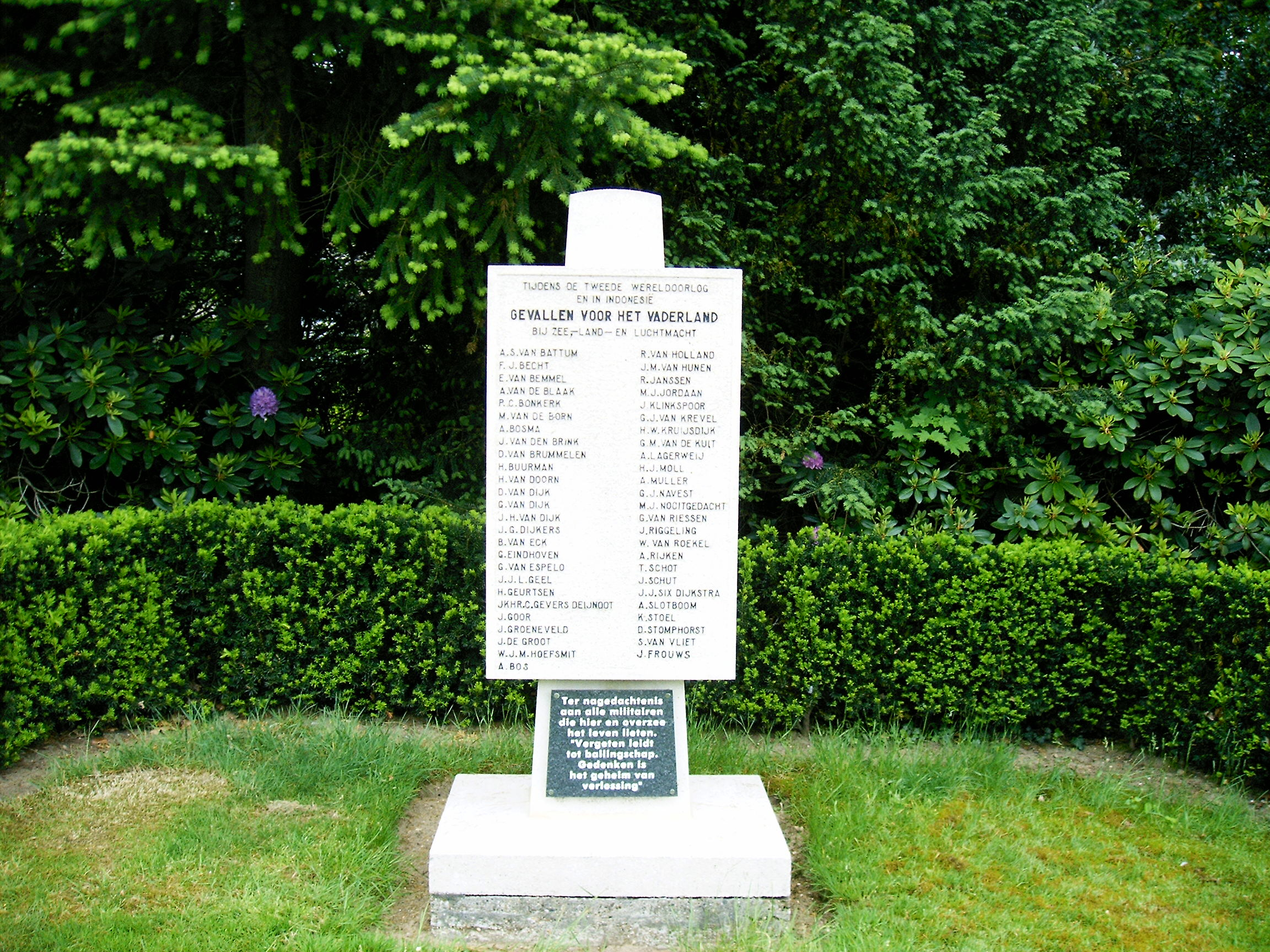
Oude gedenkzuil (1960-2013)
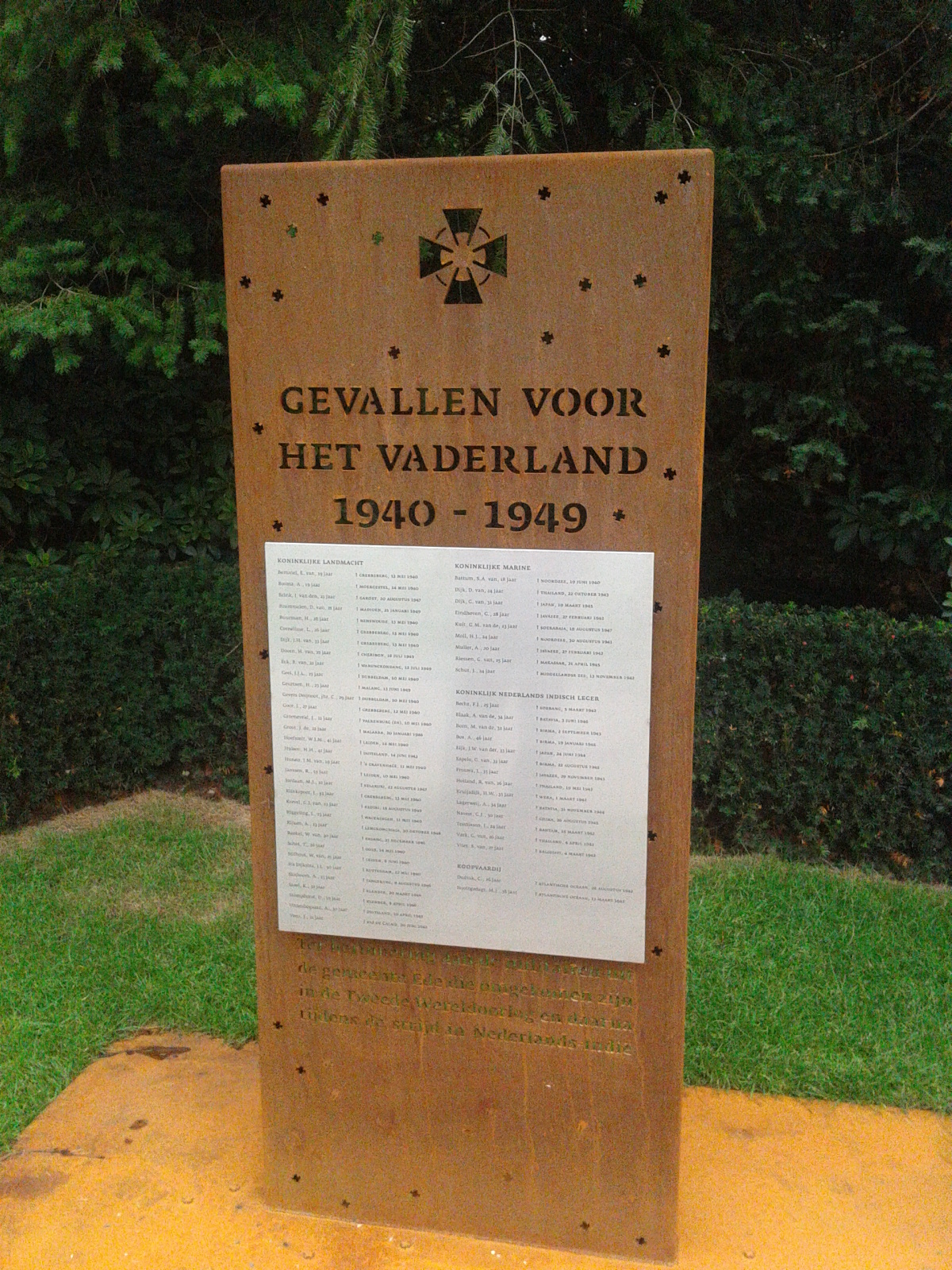
Monument sinds 2013
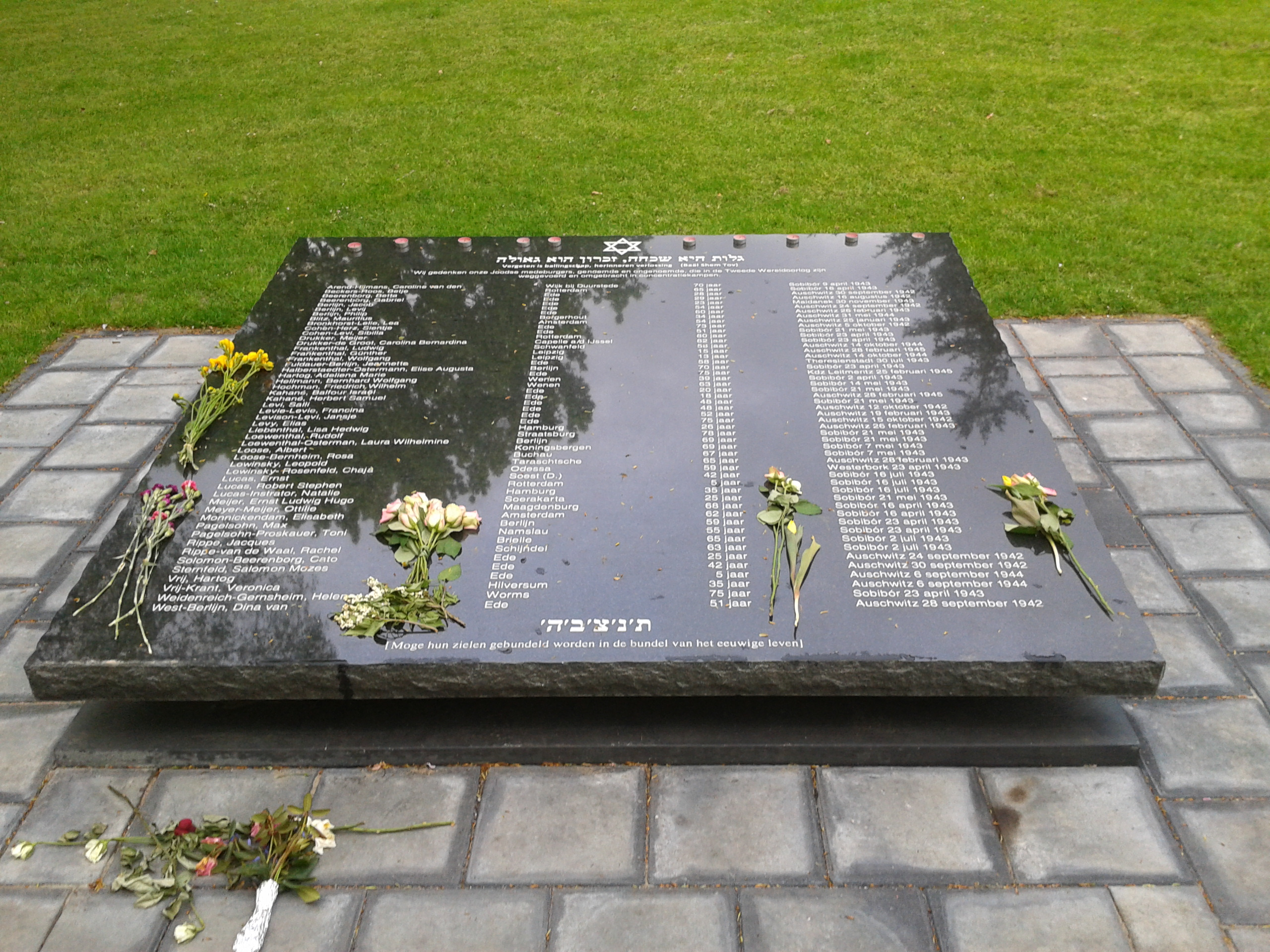
Monument voor de Edese Joden uit 2012